# Segunda batalla de Lexington
La Segunda Batalla de Lexington fue una batalla menor librada durante la Incursión de Price en el marco de la guerra civil estadounidense el 19 de octubre de 1864. Con la esperanza de alejar a las fuerzas del Ejército de la Unión de otros escenarios de combate más importantes y de influir potencialmente en el resultado de las elecciones presidenciales de los Estados Unidos de 1864, Sterling Price, un general de división del Ejército de los Estados Confederados, dirigió una ofensiva en el estado de Misuri el 19 de septiembre de 1864. Tras un ataque fallido en la batalla de Pilot Knob, la fortaleza de las defensas de la Unión en Jefferson City llevó a Price a abandonar los objetivos principales de su campaña.
Se retiraron tropas adicionales de la Unión de una campaña contra los cheyennes, y se movilizó a la Milicia del Estado de Kansas, pero las autoridades políticas de Kansas no permitieron que los milicianos sirvieran al este del río Big Blue. Como resultado, el general de división James G. Blunt sólo pudo llevar 2.000 hombres al este para enfrentarse a Price. Para el 19 de octubre, Blunt había ocupado una posición cerca de la ciudad de Lexington, que pronto fue atacada por elementos de vanguardia del ejército de Price. Los hombres de Blunt resistieron con fuerza, a pesar de estar en inferioridad numérica, y obligaron a Price a desplegar el resto de su ejército y su artillería más pesada. Después de obtener información sobre la fuerza y la posición de Price que el alto mando de la Unión no había tenido antes, Blunt se retiró del campo. Cuatro días más tarde, Price fue derrotado decisivamente en la batalla de Westport, y los confederados fueron perseguidos, sufriendo varias derrotas más en el proceso. En diciembre, sólo quedaban 3.500 hombres del ejército de Price, que inicialmente contaba con 13.000 efectivos.

## Contexto

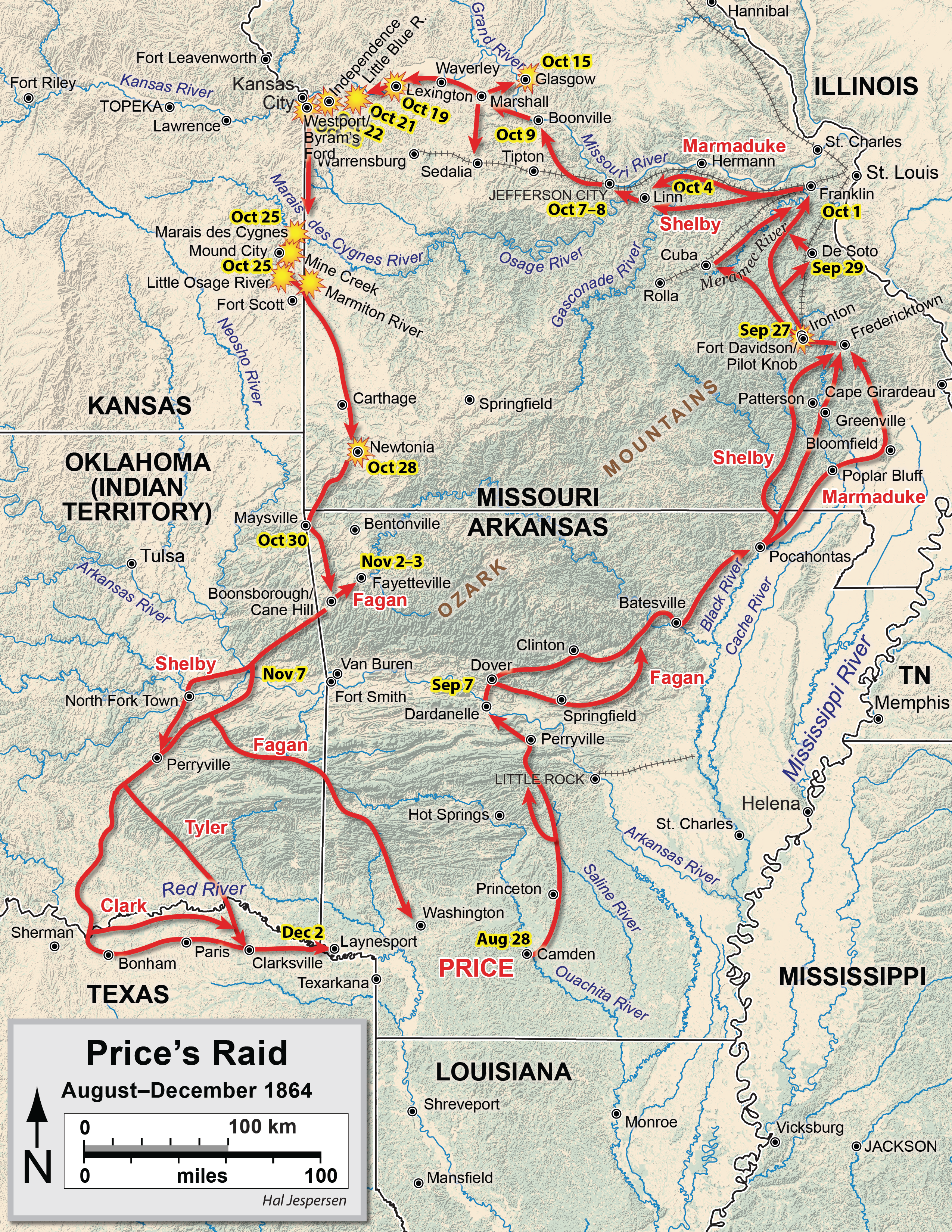
Mapa de la incursión de Price

Al comienzo de la guerra civil estadounidense en 1861, el estado de Misuri era un estado esclavista, pero no se separó. Sin embargo, el estado estaba dividido políticamente: El gobernador Claiborne Fox Jackson y la Guardia Estatal de Misuri (MSG) apoyaban la secesión y a los Estados Confederados de América, mientras que el general de brigada Nathaniel Lyon y el Ejército de la Unión apoyaban a los Estados Unidos y se oponían a la secesión. Bajo el mando del general de división Sterling Price, la MSG derrotó a los ejércitos de la Unión en las batallas de Wilson's Creek y Lexington en 1861, pero a finales de año, Price y la MSG estaban restringidos a la parte suroeste del estado. Mientras tanto, Jackson y una parte de la legislatura del estado votaron a favor de la secesión y se unieron a los Estados Confederados de América, mientras que otro elemento de la legislatura votó a favor de rechazar la secesión, dando esencialmente al estado dos gobiernos. En marzo de 1862, una derrota confederada en la batalla de Pea Ridge en Arkansas dio a la Unión el control de Misuri, y la actividad confederada en el estado se limitó en gran medida a la guerra de guerrillas y a las incursiones durante 1862 y 1863.
A principios de septiembre de 1864, los acontecimientos en el este de Estados Unidos, especialmente la derrota confederada en la campaña de Atlanta, dieron a Abraham Lincoln, que apoyaba la continuación de la guerra, una ventaja en las elecciones presidenciales de Estados Unidos de 1864 sobre George B. McClellan, que estaba a favor de terminar la guerra. En ese momento, la Confederación tenía muy pocas posibilidades de ganar la guerra. Mientras tanto, en el Teatro Trans-Misisipi, los confederados habían derrotado a los atacantes de la Unión durante la campaña del Río Rojo en Luisiana, que tuvo lugar de marzo a mayo. Como los acontecimientos al este del río Misisipi se volvieron en contra de los confederados, el general Edmund Kirby Smith, comandante confederado del Departamento Trans-Misisipi, recibió la orden de transferir la infantería bajo su mando a los combates en los teatros del Este y del Oeste. Sin embargo, esto resultó imposible, ya que la Armada de la Unión controlaba el río Misisipi, impidiendo un cruce a gran escala. A pesar de contar con recursos limitados para una ofensiva, Smith decidió que un ataque destinado a desviar a las tropas de la Unión de los principales teatros de combate tendría un efecto equivalente a la transferencia de tropas propuesta, al disminuir la disparidad numérica de los confederados al este del Misisipi. Price y el gobernador confederado de Misuri, Thomas Caute Reynolds, sugirieron que una invasión de Misuri sería una ofensiva eficaz; Smith aprobó el plan y nombró a Price para comandar la ofensiva. Price esperaba que la ofensiva creara un levantamiento popular contra el control de la Unión sobre Misuri, desviara a las tropas de la Unión de los principales teatros de combate (muchas de las tropas de la Unión que defendían Misuri habían sido transferidas fuera del estado, dejando a la Milicia del Estado de Misuri como la principal fuerza defensiva del estado), y ayudara a las posibilidades de McClellan de derrotar a Lincoln en las elecciones. El 19 de septiembre, la columna de Price, llamada Ejército de Misuri, entró en el estado.

## Preludio
Cuando entró en el estado, la fuerza de Price estaba compuesta por unos 13.000 hombres de caballería. Sin embargo, varios miles de estos hombres estaban mal armados, y los 14 cañones del ejército no tenían la potencia suficiente. Para contrarrestar a Price estaba el Departamento de Misuri de la Unión, bajo el mando del general de división William S. Rosecrans, que contaba con menos de 10.000 hombres, muchos de los cuales eran milicianos. A finales de septiembre, los confederados se encontraron con una pequeña fuerza de la Unión que mantenía Fort Davidson cerca de la ciudad de Pilot Knob. Los ataques contra el puesto en la Batalla de Pilot Knob el 27 de septiembre fracasaron, y la guarnición de la Unión abandonó el fuerte esa noche. Price había sufrido cientos de bajas en la batalla, y decidió desviar el objetivo de su avance de St. Louis a Jefferson City. El ejército de Price iba acompañado de una considerable caravana de carros, lo que ralentizó considerablemente su movimiento. Los retrasos causados por este lento avance permitieron a las fuerzas de la Unión reforzar Jefferson City, cuya guarnición pasó de 1.000 hombres a 7.000 entre el 1 y el 6 de octubre. A su vez, Price determinó que Jefferson City era demasiado fuerte para atacarla, y comenzó a moverse hacia el oeste a lo largo del curso del río Misuri. Los confederados reunieron reclutas y suministros durante el movimiento; una incursión lateral contra la ciudad de Glasgow el 15 de octubre tuvo éxito, al igual que otra incursión contra Sedalia.
Mientras tanto, las tropas de la Unión comandadas por los generales de división Samuel R. Curtis y James G. Blunt fueron retiradas de su papel en las luchas contra los cheyennes; la Milicia del Estado de Kansas también fue movilizada. El 15 de octubre, Blunt trasladó una unidad de tres brigadas bajo su mando a Hickman Mills, Misuri; la tercera brigada estaba compuesta por milicianos. En ese momento, Price estaba en Marshall, al este de la columna de Blunt. Al día siguiente, Curtis trasladó a los milicianos de Kansas a Kansas City, pero el gobernador de Kansas le prohibió llevarlos al este del río Big Blue. El día 17, Blunt separó su unidad de milicianos a Kansas City, y luego envió sus otras dos brigadas a Holden. El 18 de octubre, la avanzadilla de Blunt, comandada por el coronel Thomas Moonlight, ocupó la ciudad de Lexington, con la esperanza de cooperar con una fuerza comandada por el general de brigada John B. Sanborn para capturar y atrapar a Price. Sin embargo, la fuerza de Sanborn estaba demasiado al sur de Lexington para moverse en conjunto con Blunt. Además, se enteró de que Price estaba a sólo 20 millas (32 km) de distancia en Waverly; también recibió noticias de Curtis de que las autoridades políticas de Kansas no le permitirían enviar milicianos a Curtis. Blunt tomó entonces la decisión de reforzar sus posiciones exteriores y resistir el inevitable avance confederado.

## Batalla

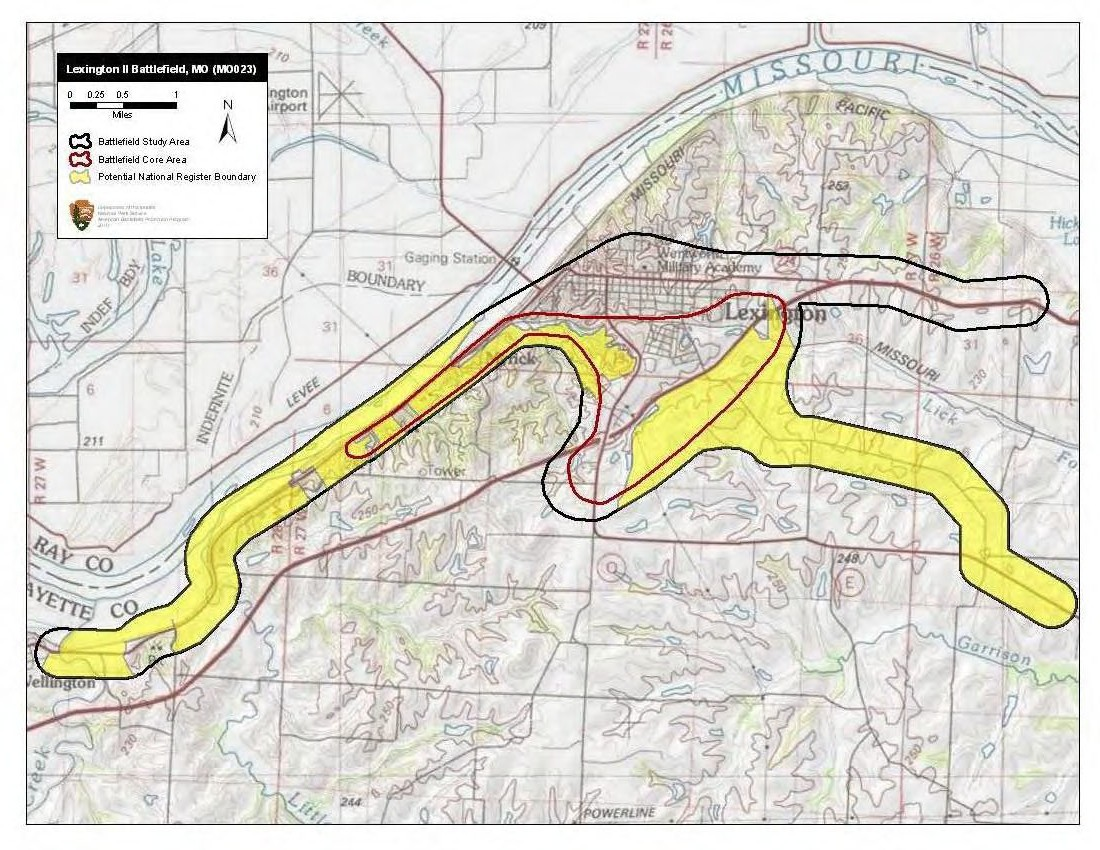
Mapa del núcleo del campo de batalla de Lexington II y de las zonas de estudio por el Programa de Protección de Campos de Batalla de Estados Unidos.

El ejército de Price se dividió en tres columnas: El general de brigada Joseph O. Shelby comandaba la vanguardia[18] La fuerza total seguía siendo de unos 13.000 hombres. La fuerza de Blunt consistía en unos 2.000 hombres y dos baterías de cuatro obuses de montaña de 12 libras. El contacto entre las dos fuerzas se produjo a 3 millas (4,8 km) al sur de la ciudad. La caballería de Shelby hizo contacto con los exploradores de Blunt alrededor de las 14:00, y los hizo retroceder hacia la posición principal de la Unión. La fuerza principal de Blunt se enfrentó a Shelby, lo que llevó a Price a comprometer las fuerzas del General de División James F. Fagan y del General de Brigada John F. Fagan. Durante un tiempo, los obuses de Blunt mantuvieron la línea. Price también se vio obligado a desplegar su artillería más pesada y Blunt retiró a sus hombres de las proximidades de Lexington. En su informe posterior a la acción, Blunt indicó que su fuerza era significativamente inferior en número, así como el hecho de que sus obuses de montaña eran incapaces de responder eficazmente a la artillería de Price como razones para la decisión de retirarse. El 11.er Regimiento de Caballería de Kansas sirvió como retaguardia de Blunt hasta el anochecer. Cuatro de los obuses de montaña apoyaron a los de Kansas durante la acción de retaguardia. Aunque la acción fue una victoria confederada, Blunt había obtenido pruebas definitivas sobre las fuerzas y los movimientos exactos de Price, de las que el alto mando de la Unión había carecido desde que Price estaba todavía en Arkansas.

## Consecuencias
Las bajas de la Unión fueron unas 40; Price no dio un total oficial, pero declaró que sus pérdidas fueron "muy ligeras". Los confederados pasaron la noche cerca de Fire Prairie Creek, mientras que Blunt se retiró al río Little Blue. Price continuó avanzando hacia el oeste, luchando en varias acciones menores a lo largo del camino, antes de ser derrotado decisivamente por Curtis en la batalla de Westport el 23 de octubre, cerca de Kansas City. El Ejército de Misuri retrocedió a través de Kansas, sufriendo dos derrotas en las batallas de Marais des Cygnes y Mine Creek el 25 de octubre; esta última derrota fue particularmente devastadora, ya que el general John S. Marmaduke y muchos otros soldados fueron capturados. De vuelta a Misuri, Price fue derrotado de nuevo en la batalla de Marmiton River el 25 de octubre y de nuevo en la segunda batalla de Newtonia el 28 de octubre. Curtis persiguió a los confederados hasta el río Arkansas; los confederados no dejaron de retirarse hasta llegar a Texas. En diciembre, sólo quedaban 3.500 hombres del Ejército de Misuri.